# Григорьево (Череповецкий район)
Григорьево — деревня в Череповецком районе Вологодской области.
Входит в состав Ягницкого сельского поселения, с точки зрения административно-территориального деления — в Большедворский сельсовет.
Расстояние по автодороге до районного центра Череповца — 124 км, до центра муниципального образования Ягницы — 14 км. Ближайшие населённые пункты — Ступино, Ионово, Искра.
По переписи 2002 года население — 20 человек (12 мужчин, 8 женщин). Всё население — русские.